# Список докторов медицины Московского университета
Основная часть списка составлена на основе книги Змеева Л. Ф. «Словарь врачей, получивших степень доктора медицины (и хир.) в Императорском Московском университете до 1863 г. Крат. биогр., перечень трудов и поврем. список». Список составлен по годам получения степеней докторов медицины и хирургии. Информация о персоналии в списке даётся только в случаях отсутствия соответствующей статьи в Википедии. Если такая статья есть, то ставится гиперссылка.

## 1794
- Барсук-Моисеев, Фома Иванович[2]

## 1802
- Двигубский, Иван Алексеевич[3]
- Успенский, Максим[4]. Окончил университетскую гимназию и был принят в студенты Московского университета (1793). Окончил курс и после защиты диссертации (28.06.1801) был признан Московским университетом доктором (3-м по счёту). Право практики было дано 9.09.1802. Был командирован за границу за казённый счёт для подготовки к кафедре, но в Лейпциге скоропостижно скончался (1804).[5]

## 1803
- Андреевский, Иван Самойлович[6]
- Щёголев, Николай Гаврилович[7]
- Венсович, Иван Фёдорович[8]

## 1804
- Мудров, Матвей Яковлевич[9]
- Немиров, Сергей Александрович[10]
- Котельницкий, Василий Михайлович[11]

## 1805
- Воинов, Иван Павлович[12]
- Данилевский, Алексей Иванович[13]
- Дуссик, Михаил[14] У Шевырёва[15] не указан, а по сведениям архива Министерства внутренних дел Дуссик показан защищавшим диссертацию на степень доктора медицины в Московском университете (26.06.1805) вместе с Эвестом, а утверждён в степени доктора медицины 30.06.1805. Ни диссертация, ни место его службы неизвестны, хотя по Медицинскому списку начинает значиться с 1809, как и Эвест.[16]
- Эвест, Фёдор Леонтьевич[17]

## 1806
- Кибальчич, Зиновий Иванович[18]

## 1811
- Ризенко, Василий Павлович[19]
- Левитский, Дмитрий Иванович[20]

## 1812
- Сидорацкий, Андрей Гаврилович[21]
- Ромодановский, Василий Иванович[22]
- Ризенко, Иван Палович[23] (он же Михаил, младший брат В. П. Ризенко) 1787—23.04.1829. Учился в Московской университетской гимназии, и в Московском университете (1807—1812), окончив его докторантом. Степень доктора медицины получена 15.06.1812 и по вызову из практических врачей на 3 года поступил в 1-й резервный кавалерийский корпус (1813). Умер от чумы во время службы в Браиловском госпитале действующей в Турции армии.
- Буттер, Егор[24] Принят своекоштным студентом в Московский университет на физико-математический факультет (1807) и на медицинский факультет (1808). Сер. мед. (1811). По окончании двух медицинских курсов прошёл практику в Московском военном госпитале и после экзамена был произведён в доктора медицины (19.08.1812). Получив диплом (28.08.1812), поступил в Московское народное ополчение, откуда по причине болезни был уволен (1813). Был определён в Московский Приказ общественного призрения, состоя в котором и умер (20.07.1819). Диссертация Буттера неизвестна и вероятно не была напечатана.[25]
- Рябчиков, Александр Фёдорович[26] Статский советник, Орден Святого Владимира степени. Окончил курс медицинского факультета Московского университета (1810) со степенью лекаря. Прозектор при профессоре Грузинове. Получив в Московском университете степень доктора медицины (20.08.1812) поступил в Московское народное ополчение вместе с И. Е. Грузиновым, который имел звание штаб-доктора. После смерти Грузинова (26.05.1813) и.д. штаб-лекаря. Был под Бородиным, при Тарутине, Малом Ярославце, Вязьме и Красном. После его увольнения из ополчения М. Я. Мудров предлагал Совету Московского университета назначить Рябчикова к нему в адъютанты, но чем закончилось это обращение неизвестно. Работал уездным врачом московской губернии в Коломенском (1815). Получил в Московском университете звание акушера (1816). Вышел в отставку по здоровью (1818). Получил в Московском университете звание инспектора врачебного управления (1826). Работаел в Старо-Екатерининской больнице (1827—1848).[27]
- Генике, Дионисий Иванович[28] Сын учителя Московского воспитательного дома, лютеранин. Учился в воспитательном доме, после окончания обучения за счёт дома в Московском университете (с 1809), который окончил докторантом (1812). Признан доктором медицины (19.08.1812). Работал в Лодеровском военном госпитале, после закрытия которого перевёлся ординатором в Московский военный госпиталь (1814—1820). [29]

## 1816
- Георгиевский, Иван Васильевич[30]
- Миллер, Фёдор[31] Mueller Thoedor. Статский советник, лютеранин. Начал обучение в Московской медико-хирургической академии, перешёл в Московский университет (1809). В период нашествия французов (1812) уезжал слушать лекции в Харьковский университет. Вернулся после открытия Московского университета и был принят в казённокоштные студенты. Окончив университет (1815) докторантом и получив степень доктора медицины (1816), работал в больнице Воронежского Приказа общественного призрения (1817—1818). Адъюнкт повивального искусства Московской медико-хирургической академии, помощник инспектора (1822—1824). Получил благодарность министра (1825) за помощь Зайцевой, страдавшей 6 лет внематочной беременностью. Помощник инспектора ММХА (1827—1828). Врач при Саратовской удельной конторе (1830—1835). Младший врач Тамбовской больницы Приказа общественного призрения (1838), старший врач (с 1839—1840). Акушер Тобольской врачебной управы (1844—1848).[32]
- Пахт, Егор[33] Ioh. Georg. Chr. (1776—1823). Сын геттингенского школьного учителя, лютеранин. Кандидат медицины Геттингенского университета. Прибыл в Лифляндию на должность домашнего учителя. Стремление получить чин коллежского асессора, дававшего в то время право на дворянство, побудило его слушать лекции в Московском университете. Не имея необходимых документов, только по личному удостоверению профессоров Шлёцера и Гофмана, был допущен к экзамену и защите диссертации на получение степени доктора медицины (16.06.1816). Отправился в Ригу практиковать, но по причине болезни оставил практику и вернулся в Вильмар (1822). Умер в Риге (1823).[34]

## 1817
- Сейделер, Карл Иванович[35] Статский советник, лютеранин. Сын Санкт-Петербургского купца. Поступил в Московский университет (1810). Во время нашествия неприятелей на Москву (1812) уезжал слушать лекции в Дерптский университет. Продолжил учёбу в Московском университете после его открытия. Окончил обучение докторантом (1916). Получил степень доктора медицины (11.04.1817). Врач на заводе Баташова (1820). Перешёл в Московскую Мариинскую больницу (1837). Член (сверхштатный) Московской медицинской конторы (1839—1844). Умер в 1846.[36]
- Сейделер, Александр Богданович[37] Действительный статский советник, лютеранин. Сын Нарвского купца. Поступил в Московский университет (1810). Окончил обучение докторантом (1915). Получил степень доктора медицины (11.04.1817). Служил в Екатерининской больнице в Москве (1820—1827). Получил звание акушера в Московской медико-хирургической академии (1823). Врач окружного Управления путей сообщения в Москве (с 1824). Врач в комиссии для строений (1826—1831). Старший московский городской акушер (1827—1844). Умер в 1855 году.[36]
- Воскресенский, Пётр Герасимович[38]
- Нейбейзер, Давид Андреевич[39] (1790—1830) Коллежский советник. Выкрещен в лютеранство. Сын иностранного ремесленника (временно-цехового каретного цеха) в Москве. Учился в школе при старой лютеранской церкви (с 1805). Поступил казённокоштным студентом в Московский университет (1810). Во время нашествия Наполеона слушал лекции в Харьковском университете. Заявил желание поступить по призыву правительства в немецкие колонии с награждением за это чином (1815), но не выдержал экзамена на степень доктора медицины. Получив степень доктора медицины (1817), был направлен уездным врачом Изюмского уезда Харьковской губернии (до 1828).[40]
- Альфонский, Аркадий Алексеевич[41]

## 1818
- Павлов, Михаил Григорьевич[42]
- Рютчи, Иван Егорович[43] (Ruetschy) Статский советник. Лютеранин. Учился в московской лютеранской школе. Окончил Московский университет со степенью лекаря (1815). Получил в Московском университете учёную степень лекаря (8.06.1915). Получил звание акушера (1819). Назначен в Симбирскую врачебную управу акушером (1823—1831). Определён врачом Симбирской удельной конторы (1835).[27]

## 1819
- Зембницкий, Яков[44] Перекрещенный еврей из пленных врачей французской армии. После сдачи экзамена[45] в Вильно (1813) был признан лекарем. Принят в Виленский военный госпиталь, переведён в Брест-Литовский военный временный госпиталь. Определён в Бугский пехотный полк (1815—1816). Частный московский врач в районе Арбата (1816—1818). Слушал в течение года лекции в Московском университете. Получил по экзамену степень доктора медицины (10.12.1819). В штате Московской полиции (1820—1822). Уездный врач в Волоколамском уезде Московской области (1823—1828), откуда был уволен Медицинским советом с преданием суду за ложное свидетельство о причине смерти.[46]

## 1820
- Болгаревский, Михаил[47] Учился в Харьковском университете (1811—1816), перешёл в Московский университет, где (1817) окончил курс со степенью лекаря. Поступил врачом в штат московской полиции. Получил учёную степень доктора медицины (1820). Определён московским уездным врачом (1823), откуда отставлен за нетрезвость (1824).[48]

## 1821
- Масленников, Пётр Алексеевич[49] (1794—1873) Статский советник. Медаль за Бородинское сражение. Из дворян. Поступил в Московскую губернскую гимназию (1804), в Московский университет казённокоштным студентом (1809).[50]
- Богородицкий, Анисим Пантелеймонович[51]
- Терновский, Алексей Григорьевич[52]
- Страхов, Пётр Илларионович[53]

## 1822
- Рихтер, Михаил Вильгельмович[54]
- Ерохов, Иван[55] Окончил курс в Московском университете докторантом, как казённокоштный студент (1821). Получил степень доктора медицины, защитив диссертацию «De calore unimali corporis humani» (22.03.1822). Утверждён в должности экстраординарного профессора фармации и скотолечения в Казанском университете. Кроме своих предметов читал анатомию, судебную медицину. Секретарь университетского Совета (1827―1837). Декан врачебного отделения Казанского университета (1827―1830). Вышел в отставку (1837)[56].
- Каллаш, Фридрих Фёдорович[57]
- Виноградов, Иван Дмитриевич[58] Сын московского священника. Учился в московской семинарии. Своекоштный студент в Московской медико-хирургической академии и медицинском факультете Московского университета, где окончил курс докторантом. Получил степень доктора медицины (28.06.1822). Диссертация «De pertussi»/ Репетитор в Повивальном институте Московского воспитательного дома (1823). Получил звание акушера в Московском университете. Работал в Московском горном управлении (1830―1846)[59].
- Грушинский, Семён Васильевич[60] ― надворный советник. Из студентов Киевской академии. Поступил на службу учеником в Кронштадтский морской госпиталь (1793). Переведён в Санкт-Петербургский военный сухопутный госпиталь и подлекарем во флот (1797). Служил в гусарском полку Линденера (1798―1800). Вернулся доучиваться в Московскую медико-хирургическую академию, откуда был выпущен лекарем в Балтийский флот (1801). В 6-м егерском полку (с 1804). За кампанию 1805 года повышен в окладе. Старший лекарь в Виленском мушкетёрском полку, произведён в штатные лекари (1807). Уволился в чине коллежского асессора (1811). Слушал лекции в Московском университете (1820―1821). Выдержав экзамены (1821), получил степень доктора медицины[61]. Диссертация «De hepatitide» (1822). Был назначен акушером Бессарабской врачебной управы  (1823), но за неявку из заграничного отпуска на службу был уволен (1825). Пробовал поступить вторым врачом в Одесский карантин (1830), но в том же году уволился, в Бухарестский военный госпиталь и м Московский военный госпиталь (в 1831), откуда уволился для поступления в Санкт-Петербурге на вакансию лекаря (1833). Акушер Черниговской врачебной управы (1834). Московский жандармский дивизион (1836). Работа в московском военном госпитале и получение звание инспектора врачебных управлений в Московском университете (1843). 2-й Санкт-Петербургский военный сухопутный госпиталь (1845). Инспектор Харьковской врачебной управы (1845―1848). Уволен по выслуге лет (1848), проработав 55 лет[62].
- Иовский, Александр Алексеевич[63]

## 1823
- Драницин, Александр Иванович[64] ― действительный статский советник. Сын священника. Учился в Московской духовной славяно-греко-латинской семинарии. Студент Московской медико-хирургической академии (1815), откуда перешёл (1818) в Московский университет, который окончил докторантом (1821). Получил степень доктора медицины (21.04.1823). Диссертация «De scarlatina (краснуха)». Член Московской медицинской конторы на должности лекаря (1824―1830). Врач при Московском главном архиве при Министерстве иностранных дел (с 1836)[65].
- Виноградов, Иван Захарьевич[66] ― сын московского университетского священника Захара Яковлевича. Учился в Московской духовной академии (с 1802). Поступил в Московский университет (1812), который окончил со степенью кандидата словесности (1815). После окончания университета перешёл на медицинский факультет университета. Прямо из студентов держал докторский экзамен (1821) и защитив диссертацию «De apoplexia» получил степень доктора медицины (16.05.1823). Вольнопрактикующий врач. По медицинскому ведомству не служил[59].
- Веселовский, Иван Семёнович[67]
- Тихонович, Иосиф Кириллович[68]
- Крититский, Андрей Михайлович[69] (?―1876) ― статский советник. Из духовного звания. Из семинарии направлен по назначению в медицинский институт Московского университета (1818), который окончил докторантом (1823). Получил степень доктора медицины (7.11.1823). Диссертация «Unaugur. phys.-chemica de chilificatione»[70].

## 1824
- Рязанцев, Григорий Петрович[71]
- Донской, Павел Фёдорович[72]
- Маккавеев, Фёдор Васильевич[73]
- Кузьминский, Александр Павлович[74]
- Зацепин, Иван Яковлевич[75]
- Тер-Гусаков, Соломон Артемьевич[76]

## 1825
- Солнцев, Андрей[77]
- Горчаков, Иван[78]
- Суворов, Иван Алексеевич[79]
- Синицин, Пётр Иванович[80]
- Тихомиров, Василий Андреевич[81]
- Цветков, Алексей Никитич[82][83]
- Рясовский, Григорий Андреевич[84]
- Брок, Фридрих Фёдорович[85]
- Бер, Георгий Степанович[86]
- Лебедев, Никифор Дмитриевич[87]
- Мичурин, Василий[88]
- Пешехонов, Алексей Михайлович[89]
- Ястребцов, Иван Иванович[90]
- Фишер, Александр Григорьевич[91]
- Алякринский, Митрофан Иванович[92]

## 1826
- Война-Куринский, Аким Афанасьевич[93]
- Неопалимовский, Николай Иванович[94]
- Тихомиров, Григорий[95]
- Сабинин, Фёдор Егорович[96]
- Карпачёв, Александр Иванович[97]
- Эйнбродт, Пётр Петрович[98]
- Розанов, Иван[99]
- Белокрылин, Алексей Михайлович[100]

## 1827
- Воскресенский, Иван Алексеевич[101]
- Горячев, Николай Фёдорович[102]

## 1829
- Бюров, Павел Петрович[103]
- Пыпин, Михаил Алексеевич[104][105]
- Добродеев, Иван Ермолович[106]
- Белоусович, Иван Григорьевич[107][108]
- Щуровский, Григорий Ефимович[109]
- Топоров, Николай Силыч[110]
- Гильдебрандт, Иван Карл Фёдорович[111]
- Чайковский, Кондратий Самойлович[112]
- Лебедев, Козьма Васильевич[113]
- Мокритский, Александр Николаевич[114]
- Шкляревич, Александр[115]

## 1830
- Парпура, Семён Григорьевич[116]
- Ставровский, Николай[117]
- Старков, Василий Павлович[118]

## 1831
- Протасов, Илья Васильевич[119]
- Чашников, Дмитрий Иванович[120]
- Зандгаген, Август[121]
- Венецкий, Иван Алексеевич[122]

## 1832
- Знаменский, Сильвестр Максимович[123]

## 1833
- Казанский, Степан Михайлович[124]
- Армфельд, Александр Осипович[125]

## 1834
- Беневоленский, Иван[126]

## 1835
- Щировский, Алексей Козмич[127]

## 1836
- Либерман, Карл Теодор[128]
- Андреев, Иван Алексеевич[129]
- Ивановский, Степан Алексеевич[130]

## 1837
- Красовский, Фёдор Иванович[131]
- Погорельский, Алексей Петрович[132]
- Голубцов, Сергей Платонович[133]

## 1838
- Владимиров, Павел Яковлевич[134]
- Толстой, Михаил Владимирович[135]
- Заболотский-Десятовский, Павел Парфёнович[136]
- Клименков, Степан Иванович[137]
- Степанов, Алексей[138]
- Плахов, Григорий[139]
- Скаренников, Николай Петрович[140]

## 1839
- Зефиров, Степан[141]
- Зырёв, Иринарх Фёдорович[142]
- Декуртен, Христиан Лоренцо[143]
- Строганов, Алексей Романович[144]
- Петров, Николай Васильевич[145]
- Александровский, Николай Семёнович[146]

## 1840
- Прибил, Яков Иванович[147]
- Билетов, Алексей Фёдорович[148]

## 1841
- Гебель, Людвиг Иванович[149]

## 1842
- Басов, Василий Александрович[150]
- Вендрих, Альфред Фёдорович[151]

## 1843
- Дмитревский, Владимир Дмитриевич[152]

## 1844
- Вейс, Леопольд Иванович[153]

## 1846
- Клюшников, Пётр Петрович[154]
- Кастеллано, Антон Захарьевич[155]

## 1847
- Дропси, Иосиф Альбертович[156] (1809—1876)
- Пеликан, Евгений Венцеславович[157]

## 1848
- Полунин, Алексей Иванович[158]
- Гейман, Михаил Александрович[159]
- Бекетов, Андрей Николаевич (хирург)[160]
- Млодзеевский, Корнелий Яковлевич[161]
- Пепловский, Адам Доминикович[162]
- Гринвальд, Эдуард Данилович[163] (?―1864). Получил звание лекаря, сдав экзамен в Харьковском университете (1844). Работал в Московской больнице для чернорабочих сверхштатно. Получил степень доктора медицины, защитив диссертацию «Quaedam de artritidis diagnosi et cura» (6 мая 1848). Работал в штате больницы для чернорабочих младшим ординатором в сифилическом отделении (с 1848), старшим ординатором (1851―1856)[62].

## 1849
- Ваксман, Фёдор Карлович[164] (?―?) Из прусских докторов медицины и хирургии, Моисеева закона. Держал экзамен в Московском университете (1846). Утверждён доктором медицины (1849).[25].
- Лясковский, Николай Эрастович

## 1850
- Зедергольм, Виктор Карлович
- Матюшенков, Иван Петрович
- Минкевич, Иван Иванович
- Николаев, Николай Петрович
- Осипов, Фёдор Михайлович
- Пикулин, Павел Лукич
- Соколов, Иван Матвеевич
- Шереметьевский, Михаил Игнатьевич

## 1851
- Быковский, Николай Антонович
- Гурнов, Владимир Евдокимович
- Мин, Дмитрий Егорович
- Пржиборовский, Карл Антонович
- Редлих, Адольф Фёдорович
- Смирнов, Семён Алексеевич

## 1852
- Гиляров, Михаил Иванович
- Клейненберг, Юлий, Эдуард, Герман Иванович

## 1853
- Ловцов, Сергей Павлович
- Ницман, Константин Филипович
- Швейкверт, Юлий Юрьевич

## 1854
- Аблес, Вильгельм Александрович
- Альфонский, Аркадий Аркадьевич
- Баржинский, Николай Васильевич
- Броссе, Вильгельм Фёдорович
- Захарьин, Григорий Антонович
- Попов, Александр Петрович
- Постников, Нестор Васильевич
- Тарасов, Василий Иванович

## 1855
- Бессер, Виктор Вилибальдович
- Миндер, Егор Филипович
- Разцветов, Александр Павлович

## 1856
- Бибергайл, Адольф Фёдорович
- Клементовский, Александр Иванович
- Макеев, Александр Матвеевич
- Сыцянко, Иосиф Семёнович

## 1857
- Воинов, Павел Петрович
- Эйнбродт, Павел Петрович
- Зенгер, Карл Карлович
- Страхов, Нил Петрович

## 1858
- Браун, Густав Иванович
- Маркузов, Иван Артемьевич
- Соколов, Константин Матвеевич
- Фрезе, Александр Устинович
- Тольский, Николай Алексеевич
- Филипович, Константин Михайлович
- Чижов, Алексей Павлович

## 1859
- Бродовский, Владимир Львович
- Добров, Алексей Васильевич
- Курдюмов, Василий Кузьмич
- Легонин, Виктор Алексеевич
- Преобрахенский, Александр Николаевич
- Тер-Грикуров, Михаил
- Вихерт, Михаил Осипович

## 1860
- Бернштейн, Натан Осипович
- Верлин, Яков Яковлевич
- Клин, Эрнест Эрнестович
- Медведев, Павел Иванович
- Флорентинский, Николай Елисеевич
- Рудинский, Орест Иванович
- Юнге, Эдуард Андреевич

## 1861
- Картамышев, Василий Константинович
- Новицкий, Иван, Карл Иванович
- Попов, Василий Арсентьевич
- Бове, Михаил Осипович
- Войт, Дмитрий Карлович
- Жданко, Ефим Михайлович
- Левенсон, Авраам Борисович
- Лонгинович, Герард Францевич
- Матчерский, Пётр Иванович
- Медведев, Лев Спиридонович
- Никитин, Николай Дмитриевич
- Понятовский, Антон Андреевич
- Резвов, Александр Филипович
- Шмидт, Франц Августович

## 1862
- Белоголовый, Николай Андреевич
- Добров, Александр Филипович
- Абаза, Николай Савич
- Бабухин, Александр Иванович
- Бредихин, Иван Александрович
- Высотский, Леонид Григорьевич
- Дидрихс, Иван Мартынович
- Кашин, Николай Иванович
- Мансуров, Николай Порфирьевич
- Марконет, Гавриил Фёдорович
- Марциновский, Александр Антонович
- Михайлов, Иван Александрович
- Ушаков, Касьян Васильевич
- Федяевский, Константин Васильевич
- Шерганд, Иоахим Богданович

## 1863
- Пенчковский, Чеслав Валентинович
- Мазановский, Иосиф Антонович
- Зайковский, Дмитрий Дмитриевич
- Клейн, Иван Фёдорович
- Топаз, Иосиф Львович
- Каминский, Сигизмунд Степанович
- Шенфельд, Бронислав Сигизмундович
- Богданов, Порфирий Васильевич
- Ковальский, Дмитрий Никифорович
- Савостицкий, Герасим Афонасиевич
- Петров, Григорий Семёнович
- Догель, Иван Михайлович
- Ненсберг, Рудольф Иванович

## 1864
- Фёдоров, Пётр Никитич
- Розанов, Николай Петрович
- Добряков, Николай Михайлович
- Тугендгольд, Александр Яковлевич
- Костарев, Сергей Иванович
- Горбачевский, Константин Михайлович
- Геништа, Иван Карлович
- Диамантопуло, Георгий
- Лазаренко, Павел Фёдорович
- Клименков, Иван Степанович
- Балашевский, Константин Михайлович
- Депнер, Александр Карлович
Родился в 1831 году. Окончил Воронежскую гимназию (1847) и медицинский факультет Московского университета (1852). Действительный статский советник. В 1904 году — вольнопрактикующий врач в Астрахани
- Нейдинг, Иван Иванович
- Неворотин, Александр Матвеевич

## 1865
- Вишневский, Карл Флорианович
- Кожухов, Степан Ефимович
- Шах-Паронов, Михаил Сергеевич
- Кожевников, Алексей Яковлевич
- Берензон, Нил Александрович
- Осетров, Николай (Никифор)
- Миронов, Иван Алексеевич

## 1866
- Икавиц, Эдуард Христианович
- Мокшанцев, Алексей Егорович
- Шляхтин, Александр Семёнович
- Козак, Александр Егорович
- Гловацкий, Платон Антонович
- Рудинский, Василий
- Гноинский, Отто Ксавериевич
- Маклаков, Алексей Николаевич
- Мревлов, Саломон Осипович

## 1867
- Любимский, Александр Всеволодович
- Янский, Николай Андреевич
- Зевеке, Адольф Богданович
- Сущинский, Пётр Петрович
- Горалевич, Иосиф Афонасьевич
- Мамонов, Николай Евграфович
- Зернов, Дмитрий Николаевич
- Линдебаумъ, Вильгельмъ
- Чериновъ, Михаилъ Петровичъ
- Резвяков, Александр Иванович

## 1868
- Ненсберг, Александр
- Воскресенский, Николай Алексеевич
- Башкиров, Владимир Александрович
- Зелингсон, Эдуард
- Фейгин, Филип Фотиевич
- Горячев, Иван Александрович
- Булыгинскій, Александръ Дмитріевичъ
- Богословскій, Викторъ Степановичъ
- Радцих, Павел Антонович
- Шереметьевскій, Ѳедоръ Петровичъ
- Григорьев, Гавриил Алексеевич[165]
- Высоцкий, Николай Фёдорович[166]
- Гаагъ, Ѳедоръ Егоровичъ

## 1869
- Кадниковъ, Иванъ Петровичъ
- Найденовъ, Дмитрій Ивановичъ
- Павловскій, Александръ Андреевичъ

## 1870
- Милютинъ, Матвѣй Карповичъ
- Лунцъ, Осипъ Лаврентьевичъ
- Воронцовскій, Николай Владиміровичъ
- Покровскій, Егоръ Арсеньевичъ
- Блюменфельдъ, Гершъ Осиповичъ
- Любимовъ, Алексѣй Андреевичъ
- Федоровскій, Алексѣй Акимовичъ
- Минхъ, Григорій Николаевичъ
- Воиновъ, Михаилъ Михайловичъ

## 1871
- Перетятковичъ, Ѳедоръ Ивановичъ
- Погожевъ, Петръ Ивановичъ
- Гатцукъ, Дмитрій Алексѣевичъ
- Радаковъ, Василій Николаевичъ
- Пясецкій, Павелъ Яковлевичъ
- Павлиновъ, Константинъ Михайловичъ
- Погожевъ, Павелъ Ивановичъ
- Фаренгольцъ, Эдмундъ Ѳедоровичъ
- Сторожевъ, Геннадій Рувимовичъ
- Шнейдеръ, Александръ Ѳедоровичъ
- Синицинъ, Ѳедоръ Ивановичъ

## 1872
- Остроглазовъ, Василій Михайловичъ
- Булгакъ, Иванъ
- Скворцовъ, Александръ Николаевичъ
- Ельцинскій, Василій Ивановичъ
- Сперанскій, Николай Васильевичъ
- Кючерьянцъ, Григорій Артемьевичъ
- Соболевъ, Иванъ
- Ураносовъ, Григорій Александровичъ
- Розенбергъ, Бернардъ Соломоновичъ
- Фогель, Владиміръ Карловичъ
- Жуковскій, Адріанъ Адріановичъ
- Іерусалимскій, Николай Ивановичъ
- Костаревъ, Владиміръ

## 1873
- Голицинскій, Василій Александровичъ
- Соболев, Александр Иванович
- Фохтъ, Александръ Богдановичъ
- Соколовъ, Никандръ
- Гельстремъ, Иванъ Петровичъ
- Рубинскій, Сергѣй Михайловичъ
- Остроумовъ, Алексѣй Александровичъ
- Добронравовъ, Варнава Алексѣевичъ
- Крюковъ, Андріанъ Александровичъ
- Сердюков, А.
- Снегиревъ, Владиміръ Ѳедоровичъ
- Тихомировъ, Владиміръ Андреевичъ

## 1874
- Боголеповъ, Александръ
- Поспеловъ, Алексѣй Ивановичъ
- Корзунъ, Игнатій Юрьевичъ
- Лазаревъ, Николай Александровичъ

## 1875
- Хандриковъ, Василій Ѳедоровичъ
- Белинъ, Михаилъ Андреевичъ
- Мольнаръ, Юрій
- Воздвиженскій, Гавріилъ Михайловичъ
- Крамникъ, Авель Гершовичъ
- Трифановскій, Дмитрій Семеновичъ
- Фохтъ, Альфредъ, Богдановичъ
- Пулло, Ипполитъ Михайловичъ
- Миллеръ, Николай Ѳедоровичъ
- Романовскій, Иванъ Васильевичъ

## 1876
- Борейша, Дмитрий
- Дювенуа
- Пильхау
- Скалозуб, А.
- Глики, Владимир Григорьевич
- Бойков, Александр Фёдорович
- Коробкин, Вячеслав Андреевич
- Шайкевич, Лев Соломонович
- Кистер, Павел Фёдорович
- Попов, Пётр
- Моллов, Дмитрий
- Филатов, Нил Фёдорович
- Татаринов, Павел Иванович
- Вырубов, Алексей Алексеевич
- Яновский, Ричард Рох Карлович
- Малыгин, Михаил Алексеевич
- Строковский, Виктор Рафаилович

## 1877
- Жуковскій, Станиславъ Казимировичъ
- Филатовъ, Авраамъ
- Лунцъ, Михаилъ Аркадьевичъ
- Парцевскій, Александръ Семеновичъ
- Савей-Могилевичъ, Ѳедоръ Андреевичъ

## 1878
- Эйгесъ, Александръ Исаковичъ
- Литуновскій, Николай Ивановичъ
- Бернеръ, Сергѣй Александровичъ

## 1879
- Онуфріевъ, Василій Михайловичъ
- Курбатовъ, Иванъ Иличъ
- Щегловъ, Николай Николаевичъ
- Шкоттъ, Яковъ Александровичъ
- Шервинскій, Василій Дмитріевичъ

## 1880
- Зенгиреевъ, Апполинарій Алексѣевичъ
- Брунсъ, Григорій Ѳедоровичъ
- Контримъ, Вацлавъ
- Гагманъ, Николай Ѳедоровичъ
- Мицкевичъ, Юстинъ Александровичъ
- Митропольскій, Николай Михайловичъ
- Варшавскій, Шмерель Яковлевичъ
- Бобровъ, Александръ Андреевичъ
- Тихомировъ, Михаилъ Андреевичъ
- Головачевъ, Андріанъ Алексѣевичъ

## 1881
- Вознесенскій, М.
- Любимовъ, Григорій Ивановичъ
- Ширяевъ, Павелъ Алексѣевичъ
- Коганъ, Авраамъ Янкелевичъ

## 1882
- Кармиловъ, Александръ Ивановичъ
- Чирковъ, Василій
- Шмидтъ, Иванъ Яковлевичъ
- Эрисманъ, Ѳедоръ Ѳедоровичъ
- Ландсбергъ, Е.
- Миноръ, Л.

## 1883
- Янковскій, Константинъ, Михаилъ Францовичъ
- Кацауровъ, Иванъ
- Кропотовъ, Николай Сергѣевичъ
- Змѣевъ, Левъ Ѳедоровичъ
- Шнаубертъ, Владиміръ Николаевичъ
- Исполатовъ, Александръ
- Вейсъ, А.
- Корсаковъ, Николай Сергѣевичъ

## 1885
- Сарычев, Иона Дмитриевич (В 1885 г. в Москве И. Д. Сарычевым была защищена первая в области ОТМС отечественная диссертация на степень доктора медицины — «Об организации первой помощи раненым»).

## 1894
- Минаков Пётр Андреевич

## 1902
- Крюков Александр Иванович

## 1917
- Одинцов, Виктор Петрович